# غاري أوين (ممثل)
غاري أوين (بالإنجليزية: Garry Owen)‏ هو ممثل أمريكي، ولد في 18 فبراير 1902 في الولايات المتحدة، وتوفي في 1 يونيو 1951 بهوليوود في الولايات المتحدة.

## وصلات خارجية
- غاري أوين على موقع IMDb (الإنجليزية)
- غاري أوين على موقع قاعدة بيانات الفيلم (الإنجليزية)